# Институт удобрений и инсектофунгицидов имени Я. В. Самойлова
Научно-исследовательский институт по удобрениям и инсектофунгицидам имени профессора Я. В. Самойлова (НИУИФ) — научное учреждение, занимающееся исследованиями в области переработки фосфатного сырья, минеральных удобрений, технических солей и неорганических кислот для нужд сельского хозяйства.
Основные направления научных работ института — создание безопасных, энергоэффективных технологий производства минеральных удобрений, добавок в корма для животных, неорганических кислот и технических солей.

## История
12 сентября 1919 года был создан Научный институт по удобрениям, на базе Общественного комитета по делам удобрений, созданного в 1916 году.
- В 1933 году институт получил название Научный институт удобрений и инсектофунгицидов (НИУИФ).
- С 1994 года — Институт удобрений и инсектофунгицидов имени Я. В. Самойлова (ОАО НИУИФ)[1].

Вклад в создание института и научной школы института внесли учёные: профессор Яков Владимирович Самойлов, академик Эргард Викторович Брицке, академик Дмитрий Николаевич Прянишников, академик Семён Исаакович Вольфкович, член-корреспондент АН СССР Андрей Васильевич Соколов, академик ВАСХНИЛ Михаил Васильевич Каталымов.
Первым директором института и руководителем горно-геологического отдела был профессор Я. В. Самойлов.
В институте в разное время работали академики С. И. Вольфкович, А. Н. Несмеянов, А. Л. Яншин, А. В. Пейве, академик ВАСХНИЛ М. В. Каталымов, члены-корреспонденты АН СССР А. В. Соколов, А. П. Безруков, профессора А. П. Белопольский, М. Л. Чепелевецкий, В. М. Борисов, Д. А. Сабинин, К. М. Малин, А. Г. Амелин, Л. Е. Берлин, Н. Н. Мельников, Н. Н. Постников, Ф. В. Турчин, А. В. Казаков, Ф. Т. Перитурин, А. Н. Лебедянцев, В. В. Геммерлинг.
Институт занимался вопросами, связанными с производством и использованием минеральных удобрений, методами обогащения и переработки сырья, применением удобрений в сельском хозяйстве, разрабатывает способы получения серной кислоты, экстракционной фосфорной кислоты, фосфорсодержащих удобрений и кормовых фосфатов, исследует эффективность применения удобрений.

## Состав
В состав института входят лаборатории: технологии удобрений и серной кислоты; физико-химических исследований; охраны окружающей среды; разработки аппаратуры для производства удобрений и серной кислоты; новых методов анализа; стандартизации; патентных исследований; технико-экономических исследований; агрохимическая.
Институт имеет филиал в городе Воскресенск Московская области, опытный завод в Москве, базовую лабораторию в городе Гомель; агротехнические опытные станции в Московской области — Долгопрудную и Раменскую; опытное поле Люберецкое в Московской области. Часть имеющихся ранее в институте опытных станций, полей, лабораторий оказалась после развала СССР в других государствах (Литва, Белоруссия, Украина, Туркменистан)
Институт имеет аспирантуру. Научные труды института издаются в сборниках «Труды» («Труды НИУ»).

## Деятельность
За время работы Института удобрений и инсектофунгицидов имени Я. В. Самойлова введено в эксплуатацию около 80 крупнотоннажных установок по производству минеральных удобрений и технических солей, серной, фосфорной кислот по полугидратному способу.

## Награды
- Орден Трудового Красного Знамени (1986) — за развитие промышленности минеральных удобрений в СССР.